# Dillon Read & Co.
Dillon, Read & Co. fue un banco de inversión estadounidense que desarrolló sus actividades entre 1920 y 1960.

## Historia

### Orígenes
Dillon Read remonta sus raíces a 1832. Nació como una empresa de corretaje de Wall Street con el nombre de Carpenter & Vermilye. Más tarde, la empresa se llamó Read & Company y su jefe principal fue William A. Read.  Un área de actividad importante se dirigió a los gobiernos latinoamericanos. 

### Adquisición por SBC
Dillon Read fue vendida en 1991 a Barings, unos meses antes de que Barings entrara en crisis. Más tarde, en 1997, Swiss Bank Corporation (SBC) se fusiona con el banco con sede en Londres S. G. Warburg & Co. (adquirido por SBC en 1995). De esa fusión nació SBC Warburg Dillon Read. La entidad fusionada sería parte de USB cuando esta última compró SBC.

### Dillon Read Capital Management
La marca Dillon Read cayó en el olvido, pero en 1997 fue rescatada por el banco suizo UBS, que pagó 600 millones de dólares para su adquisición, y nació el fondo de inversión Dillon Read Capital Management (DRCM), dirigido por un antiguo ejecutivo de UBS, John P. Costas. Durante su breve existencia, apenas 18 meses, DRCM lanzó un fondo en EE. UU. de $1.200 millones. Suscrito en su mayoría por inversores exteriores, ofrecía intereses del 16,6 % y estaba exento de gastos. Fue una de las inversiones más sonadas de 2007. En mayo de 2007, UBS anunció la clausura de Dillon Read Capital Management debido a "complejidades operacionales". DRCM tuvo pérdidas del 3 % en el primer trimestre de 2007. La adquisición de la Dillon Read & Co. por parte de UBS llevó al final a la incorporación del banco estadounidense con la SBC Warburg, ya adquirida por UBS en 1995, que se transformó en la SBC Warburg Dillon Read.